# Dinte faringian

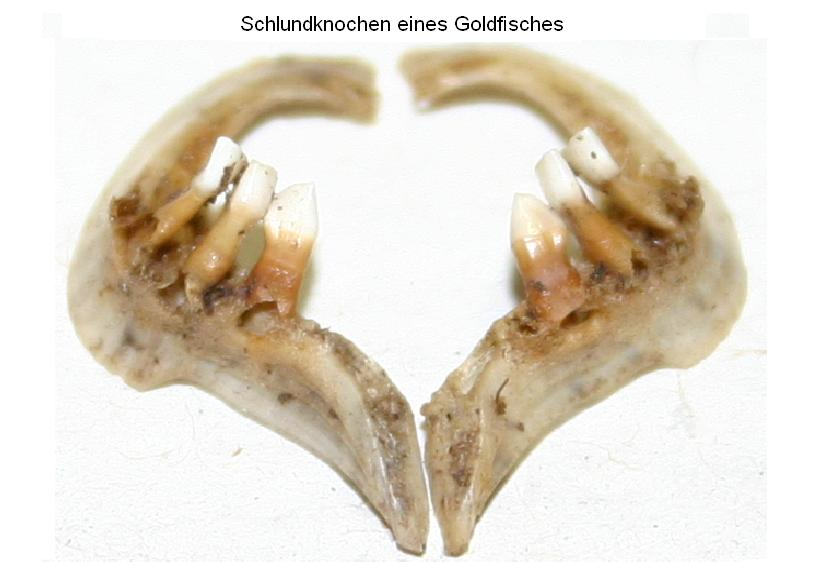
Dinţi faringieni la caracuda argintie (Carassius auratus auratus)

Dinții faringieni sau dinții masticatori sunt niște dinți caracteristici peștilor din ordinul cipriniformelor (familiile Cyprinidae, Cobitidae, Catostomidae etc.) fixați de oasele faringiene din fundul gurii. Ei pot fi mai puternici sau mai slabi și sunt dispuși în 1-3 rânduri. Forma lor variază foarte mult, pot fi groși și scurți sau subțiri și lungi. Numărul și așezarea lor este un caracter de specie. Dinții faringieni se schimba anual în epoca de reproducere.
Se deosebesc dinți faringieni inferiori și dinți faringieni superiori. Dinții faringieni inferiori sunt situați pe o placa dentigeră de pe al cincilea os keratobranhial (situat pe cel de al 5-lea arc branhial). Dinții faringieni superiori sunt situați pe o placă dentigeră de pe al patrulea os faringobranhial (situat pe cel de al 4-lea arc branhial). Dinții faringieni sunt în contact cu o placă masticatoare cornoasă, ovală sau triunghiulară de pe apofiza bazioccipitalului, așa numitul os amar, care umple excavația procesului faringian al bazioccipitalului.
Dinții faringieni servesc pentru măcinare alimentelor și sfărâmarea prăzii. Așa, la crap, dinții faringieni situați pe ultimele arcuri viscerale, se mișcă odată cu acestea înainte și înapoi, în contact cu osul amar. Ca rezultat, alimentele mărunte (viermi, larve de insecte, scoicile mici, plantele acvatice etc.), specifice ca hrană acestui pește și care au fost reținute în gură în urma filtrării apei prin arcurile branhiale, sunt fărâmițate înainte de a intra în esofag. La plătică, precum și la diverse specii ale genului Leuciscus (clean, văduviță), dinții faringieni stau oblic față de piesa anexă (osul amar) și, în timpul lucrului, se interpun între ei ca degetele celor două mâini, din care cauză dinții la aceste specii au vârfurile ascuțite și ușor curbate. Dinți faringieni foarte puternici găsim la virozub (Rutilus frisii) care se hrănește cu animale ce au carapacea tare (melci, scoici) și la crap, care este un omnivor. Dinți masticatori mai fini, întâlnim la unele ciprinide, adaptate exclusiv la hrana planctonică și la unele specii ierbivore sau omnivore de talie mică. 
Unele specii (Botia, Chromobotia) pot emite sunete cu ajutorul dinților faringieni.
Formula dinților faringieni arată dispoziția și numărul dinților faringieni. Numărul dinților faringieni este foarte util pentru determinarea peștilor aparținând familiei ciprinidelor. Ei pot fi dispuși pe 1, 2 sau 3 rânduri, întrebuințându-se pentru fiecare caz formula respectivă. Un singur rând se notează, de exemplu, 6—5, adică pe partea stângă sunt 6 și pe cea dreaptă 5 dinți faringieni (babușcă); la peștii cu 2 rânduri: 3,5—5,3 adică pe partea stângă într-un rând sunt 3 și în altul 5 dinți, iar pe partea dreaptă, respectiv 5 și 3 dinți (roșioară). În fine, la peștii cu 3 rânduri de dinți faringieni, avem formula 1,1,3—3,1,1 (crap).